# Habitatge al carrer Gurb, 70
L'Habitatge al carrer Gurb, 70 és una obra de Vic (Osona) inclosa a l'Inventari del Patrimoni Arquitectònic de Catalunya.

## Descripció
Cases mitgeres de planta baixa i dos pisos. Són de planta rectangular i cobertes a dues vessants, amb un petit ràfec amb colls de biga de fusta. Presenten una certa unitat amb dos eixos de composició verticals, no centrats. A la planta s'hi obren dos amplis portals rectangulars amb uns portalets laterals damunt dels quals s'hi obren àculs ovals. Als pisos s'hi obren finestres, la dimensió de les quals disminueixen amb l'alçada i presenten ampits motllurats. Els brancals i llindes de les obertures principals són de pedra (hi ha alguna llinda que sembla que havia estat inscrita i després repicada.). La resta de façana és arrebossada. Els baixos estan destinats al comerç.
Aquest edifici ha estat enderrocat, actualment hi ha un nou bloc de pisos.

## Història
L'antic camí de Gurb sorgí com la prolongació del c/ de les Neus cap al segle xii, moment en què les masies anaven canviant la seva fesomia a favor de cases mitgeres que seguien el traçat natural del camí. Al segle xv es construir l'església gòtica dels Carmelites prop de l'actual c/ Arquebisbe Alemenay que fou enderrocada el 1655 en convertir la ciutat en plaça fortificada contra els francesos durant la guerra dels Segadors. En els segles XVII-XVIII es va construir l'actual convent i l'església dels Carmelites calçats. Al segle xviii la ciutat experimenta un fort creixement i aquests carrers itinerants es renoven formant part de l'eixample Morató. Al segle xix amb la urbanització de l'Horta d'en Xandri, entre el c/ Gurb i el c/ de Manlleu, també es renova. Actualment el carrer viu una etapa d'estancament i convindria rehabilitar-lo. L'edifici probablement és de finals del segle xviii o principis del segle xix. És interessant observar els portals laterals, doncs, possiblement es construïren simultàniament a l'edifici.